# Resistencia (álbum)
Resistencia (estilizado R3SISTENCIA) es el séptimo álbum de estudio como solista del cantante puertorriqueño Yandel. Fue publicado el 13 de enero de 2023 a través de Y Entertainment y Sony Music Latin. Cuenta con las colaboraciones de Wisin, Feid, Ñejo & Dálmata, Young Miko, Farina, Arcángel, Catalyna, Franco el Gorila, Gadiel, Baby Rasta & Gringo, Tempo, Eladio Carrión, Maluma y Tiago PZK.

## Antecedentes
En medio de su gira de despedida con Wisin por La última misión, fue estrenado «Nunca y pico» con la participación de Eladio Carrión y Maluma, mientras la producción musical estuvo a cargo de Soür, The Ironix y DMT. Durante una entrevista exclusiva a Billboard Argentina, promocionando «Doxxis» con Arcángel, detalló aspectos de su nuevo álbum para inicios de 2023, además del nombre: Resistencia. Otras colaboraciones fueron publicadas para cerrar el año, «Delincuente» con Tiago PZK, y «Yandel 150» con el cantante colombiano Feid, que logró el primer lugar en las listas Latin Airplay y Latin Rhythm Airplay en abril de 2023.

## Concepto
Yandel revela que el álbum fue trabajado alrededor de dos años, buscando tener una predominancia de canciones con reguetón y colaboraciones con las nuevas generaciones. Al momento de hablar sobre su canción favorita, describe a «Yandel 150» con Feid como la canción especial en el álbum, pero considera a la introductoria «Invencible» como su predilecta, al contener una temática más romántica.
“[Resistencia] define lo que estoy viviendo, porque no importa la fuerza o presión, ya sea del tiempo, los años o transiciones, yo sigo aquí firme, resistiendo en movimiento, sin alterar mi esencia”.
—Yandel.

## Lista de canciones
| N.º   | Título                                           | Productor(es)                        | Duración |  |
| 1.    | «Invencible»                                     | Caleb Calloway · Nesty               | 2:14     |  |
| 2.    | «Te gusta» (con Wisin)                           | Caleb Calloway · Izzy Guerra · Mauro | 3:20     |  |
| 3.    | «Me presento»                                    | Caleb Calloway · Slow Jamz           | 2:15     |  |
| 4.    | «Yandel 150» (con Feid)                          | Jowan                                | 3:36     |  |
| 5.    | «Poropopompón» (con Ñejo & Dálmata)              | Elektrik                             | 3:35     |  |
| 6.    | «Cuando te toca» (con Young Miko)                | Caleb Calloway · Slow Jamz           | 2:56     |  |
| 7.    | «Tú con él»                                      | Los Harmónicos                       | 3:19     |  |
| 8.    | «Adicto» (con Farina)                            | D-Note “The Beatllioner”             | 3:26     |  |
| 9.    | «Doxxis» (con Arcángel)                          | Lelo & Jazzy “The Hitmen”            | 3:06     |  |
| 10.   | «Palabras» (con Catalyna)                        | Nesty                                | 4:16     |  |
| 11.   | «Cowboys» (con Ery, Franco “El Gorila” y Gadiel) | Fresh Kid Cue · Izzy Guerra · Soür   | 4:04     |  |
| 12.   | «Anda decidida» (con Baby Rasta & Gringo)        | Nesty                                | 3:13     |  |
| 13.   | «Te suelto el pelo 2023»                         | Nesty                                | 2:24     |  |
| 14.   | «Me siento bien» (con Tempo)                     | Nesty                                | 3:10     |  |
| 15.   | «Te buscaré»                                     | Nesty                                | 3:14     |  |
| 16.   | «Nunca y pico» (con Eladio Carrión y Maluma)     | DMT · Soür · The Ironix              | 3:23     |  |
| 17.   | «Delincuente» (con Tiago PZK)                    | Caleb Calloway · Mauro · Slow Jamz   | 2:52     |  |
| 54:33 |                                                  |                                      |          |  |

| Remezclas |                                        |               |          |  |
| N.º       | Título                                 | Productor(es) | Duración |  |
| 1.        | «Yankee 150» (con Feid y Daddy Yankee) | Jowan         | 4:02     |  |

## Posicionamiento en listas
| Listas (2023)                        | Mejor posición |
| ------------------------------------ | -------------- |
| España (Top 100 Álbumes)             | 42             |
| Estados Unidos (Latin Rhythm Albums) | 10             |
| Estados Unidos (Top Latin Albums)    | 15             |

| Listas (2023)                     | Posición |
| --------------------------------- | -------- |
| Estados Unidos (Top Latin Albums) | 47       |

## Certificaciones
| País (Certificador) | Certificación   | Ventas certificadas |
| --- | --------------- | ------------------- |
| Estados Unidos (RIAA) | Platino (Latin) | 60 000*             |
| ^cifras de envíos basadas únicamente en la certificación xcifras no especificadas basadas únicamente en la certificación |                 |                     |

## Tour

### Conciertos cancelados
| Fecha                    | Ciudad                   | País           | Recinto                               |
| ------------------------ | ------------------------ | -------------- | ------------------------------------- |
| Norteamérica             |                          |                |                                       |
| 12 de enero de 2024      | Los Ángeles              | Estados Unidos | Crypto.com Arena                      |
| Latinoamérica            |                          |                |                                       |
| 18 de enero de 2024      | Buenos Aires             | Argentina      | Luna Park                             |
| 20 de enero de 2024      | Las Condes               | Chile          | Parque Padre Hurtado                  |
| 28 de enero de 2024      | Alajuela                 | Costa Rica     | Campo Ferial Palmares                 |
| 11 de febrero de 2024    | Cochabamba               | Bolivia        | Fexpo                                 |
| 12 de febrero de 2024    | Santa Cruz               | Bolivia        | Fexpocruz                             |
| 17 de febrero de 2024    | Medellín                 | Colombia       | Parque Norte                          |
| 2 de marzo de 2024       | Caracas                  | Venezuela      | Poliedro de Caracas                   |
| 15 de marzo de 2024      | Quito                    | Ecuador        | Estadio Olímpico Atahualpa            |
| 17 de abril de 2024      | Guadalajara              | México         | Auditorio Telmex                      |
| 20 de abril de 2024      | Monterrey                | México         | Auditorio citiBanamex                 |
| 21 de abril de 2024      | Ciudad de México         | México         | Auditorio Nacional                    |
| 26 de abril de 2024      | Ciudad de Guatemala      | Guatemala      | El Jocotillo                          |
| Europa                   |                          |                |                                       |
| 21 de junio de 2024      | Gran Canaria             | España         | Estadio de Gran Canaria               |
| 28 de junio de 2024      | Murcia                   | España         | Recinto Ferial La Fica                |
| 29 de junio de 2024      | Madrid                   | España         | Ciudad del Rock                       |
| 4 de julio de 2024       | Barcelona                | España         |                                       |
| 5 de julio de 2024       | Málaga                   | España         | Málaga Forum                          |
| 6 de julio de 2024       | Sevilla                  | España         | Estadio de La Cartuja                 |
| 12 de julio de 2024      | Almería                  | España         | Campus3Lucia                          |
| 18 de julio de 2024      | Asturias                 | España         | La Morgal                             |
| 20 de julio de 2024      | Valencia                 | España         | Playa de Cullera                      |
| 25 de julio de 2024      | El Puerto de Santa María | España         | Recinto Ferial Las Banderas           |
| 26 de julio de 2024      | La Coruña                | España         | Muelle de la Batería                  |
| 28 de julio de 2024      | Santander                | España         | Campa de la Magdalena                 |
| 3 de agosto de 2024      | Castellón                | España         | Playa de Burriana                     |
| 4 de agosto de 2024      | Gran Canaria             | España         | Recinto Fiestas de la Bajada del Pino |
| Latinoamérica            |                          |                |                                       |
| 9 de agosto de 2024      | Rosarito                 | México         | Playas de Rosarito                    |
| 15 de septiembre de 2024 | Ciudad de México         | México         | Alcaldía Venustiano Carranza          |
| 25 de octubre de 2024    | Xalapa                   | México         | Estadio Heriberto Jara Corona         |
| 31 de octubre de 2024    | Lima                     | Perú           | Estadio Nacional                      |

| Fecha               | Ciudad     | País    | Recinto     | Ref.   |
| ------------------- | ---------- | ------- | ----------- | ------ |
| 21 de enero de 2024 | Montevideo | Uruguay | Antel Arena | [ 14 ] |